# Чашницька рівнина

Чашницька рівнина

Часницька рівнина — рівнина в Часницькому, на півдні Бешенковицького, півночі та заході Сеньненського районів Вітебської області.
Протяжність з заходу на схід 40-72 км, з півночі на південь від 30 до 70 км. Максимальна висота 192 м (в південній частині). Північна частина хвиляста. Переважають висоти 140—160 м. На півдні і південному-сході рівнина горбиста, порізана численними ритвинами, озерними котловинами, навколо яких ози і ками. У центрі рівнини заторфована улоговина, яка простягається між озерами Жеринське і Соро. 
Основні річки: Улла з притоками Усвейка, Свечанка, Лукомка; Кривинка з Березкою; Оболянка. Багато озер, найбільші — Жеринське, Соро, Сенно, Березівське. Лісистість30 %. У западинах на верхових торфяниках — сосняки, в пониженнях, вздовж струмків та річок на низинних торфяниках — вільха чорна та береза пухнаста. Найбільші лісові масиви містяться в Сеньненському районі. Найбільший болотний масив — Гурійське болото. Луки суходольні і низові. Під ріллею близько 30 % території.